# Triunvirato de Gobierno
O Triunvirato de Governo de 1853 foi um Poder Executivo transitório que governou o Uruguai entre 25 de setembro de 1853 e 12 de março de 1854. Era formado por Venâncio Flores, Juan Antonio Lavalleja e Fructuoso Rivera.
Após a Paz de Outubro de 1851, que pôs fim à Grande Guerra com o lema de que entre os brancos do Governo de Cerrito e os vermelhos do Governo da Defesa "não haveria vencedores nem vencidos", houve um grande consenso que o próximo Presidente da República seria o General Eugenio Garzón. Mas sua inesperada morte determinou que Juan Francisco Giró fosse escolhido. Em 1852 Venâncio Flores foi nomeado Chefe Político de Montevidéu.
O governo de Giró caracterizou-se por uma tentativa de integração dos grupos brancos e vermelhos, no que ficou conhecido como política de fusão . Como parte disso, Venâncio Flores foi nomeado Ministro da Guerra e Marinha. No entanto, a luta política entre os dois principais partidos políticos se intensificou. Um dos fatores de distanciamento foi a rivalidade entre a Guarda Nacional, fundada por Manuel Oribe, e o Exército, predominantemente Colorado e liderado por Flores.
Dada a turbulência política que afetou o governo Giró, Flores forçou sua renúncia. Para completar o mandato do presidente constitucional, foi nomeado um triunvirato , composto pelo próprio Flores, Juan Antonio Lavalleja e Fructuoso Rivera. As mortes de Lavalleja em 22 de outubro e de Rivera, vindo do Rio Grande do Sul, em 13 de janeiro de 1854, determinaram que, de fato, foi Flores quem exerceu o Poder Executivo entre 1853 e 1854. Finalmente, foi eleito presidente completar o período correspondente a Giró, até 1855, quando começaria a Rebelião dos Conservadores.

## Gabinete do governo
| Ministério                    | Nome                         | Período     |
| ----------------------------- | ---------------------------- | ----------- |
| Governo e Relações Exteriores | Juan Carlos Gomes            | 1853        |
| Governo e Relações Exteriores | João José Aguiar             | 1853 - 1854 |
| Autoridades fiscais           | Santiago Sayago              | 1853        |
| Autoridades fiscais           | José Zubillaga               | 1853 - 1854 |
| Guerra e Marinha              | Lorenzo Batlle               | 1853        |
| Guerra e Marinha              | Henrique Santiago del Carmen | 1853 - 1854 |